# Зубайраев, Супьян Лечиевич
Супья́н Лечи́евич Зубайра́ев (12 мая 1933, Надтеречное, Северо-Кавказский край — 14 августа 2016, Мытищи, Московская область) — советский самбист, чемпион и призёр чемпионатов СССР, тренер сборной Кубы по вольной борьбе, кандидат педагогических наук. Мастер спорта СССР по самбо (1957). Представлял общество «Буревестник» (Москва).

## Биография
Родился 12 мая 1933 года в селе Нижний Наур. В семье было семь сыновей, а Супьян был старшим из них.
В годы депортации семья жила в Алма-Ате. В школьные годы занимался гимнастикой. В 1952 году заболел перитонитом. Через полгода выздоровел, но гимнастику пришлось оставить.
В 1953 году тренер Василий Воронкин открыл первую секцию самбо в Алма-Ате. Зубайраев пришёл в эту секцию. Через год Супьян стал чемпионом Казахской ССР и был включён в сборную команду Казахстана. В это время, кроме чемпионата по самбо, он выигрывал также чемпионаты республики по вольной и классической борьбе, занимался тяжёлой атлетикой.
В 1954 году поступил в институт физкультуры в Казахстане. Учился отлично, но на следующий год забрал документы и перевёлся в институт физкультуры в Москве (ГЦОЛИФК). Здесь его тренером был Евгений Чумаков. В 1958 году начал работать тренером в секции самбо Московского государственного университета леса.
В 1959 году семья вернулась на родину. Зубайраев начал работать преподавателем на кафедре физвоспитания в Чечено-Ингушском педагогическом институте и одновременно тренером по вольной борьбе в студенческом обществе «Буревестник». Однако, будучи действующим спортсменом, он не имел тренера и условий для полноценных тренировок. Поэтому он вернулся в Московский лесотехнический институт и возобновил тренировки.
В 1961 году стал аспирантом, а затем доцентом ГЦОЛИФКа, защитил кандидатскую диссертацию.
В 1955 году в участвовал в чемпионате СССР и занял 9-е место. В 1956 году стал мастером спорта СССР. В 1958 и 1960 годах становился серебряным призёром чемпионатов СССР, а в 1959 году — бронзовым. В 1962 году в Кишинёве в финале чемпионата страны выиграл болевым приёмом у А. Пухашвили и стал чемпионом СССР — первым среди чеченцев. Участвовал в соревнованиях до 1970 года. В 1970 году на своих последних соревнованиях в возрасте 37 лет выиграл первенство общества «Буревестник», одолев в финале действующего чемпиона СССР Владимира Покатаева.
В 1968—1971 годах заведовал кафедрой в Московском государственном университете сервиса.
В 1971—1974 годах работал в Афганистане заведующим кафедрой физвоспитания Кабульского политехнического института. Король Афганистана Захир-шах наградил его двумя орденами, один из которых давал Зубайраеву право на получение полугектара земли и одной жены.
В 1977—1980 годах был тренером сборной Кубы по вольной борьбе.
Среди его воспитанников Дэги Багаев, Иван Тищенков, Юрий Ермошкин, Виктор Пикуль, Мухаммед Умаров, Виталий Бирюков и другие спортсмены. Его брат Султан стал мастером спорта по самбо и вольной борьбе.

## Спортивные результаты
- Чемпионат СССР по самбо 1958 года — ;
- Чемпионат СССР по самбо 1959 года — ;
- Чемпионат СССР по самбо 1960 года — ;
- Чемпионат СССР по самбо 1962 года — ;

## Память
В городе Мытищи проводится всероссийский юношеский турнир по самбо «Мытищинские зори» на призы чемпиона СССР Супьяна Лечиевича Зубайраева.